# Бабкин, Константин Анатольевич
Константин Анатольевич Бабкин (род. 13 февраля 1971, Миасс, Челябинская область) — российский предприниматель и политический деятель, председатель федерального совета партии «Партия дела», президент ООО «Новое содружество» и ассоциации «Росспецмаш», председатель Совета ТПП РФ по промышленному развитию и конкурентоспособности экономики России. Участник экономической программы «Разумная промышленная политика». Член ЛДПР (С 2024)

## Биография
Константин Анатольевич Бабкин родился 13 февраля 1971 года в городе Миасс Челябинской области. Его отец — Бабкин Анатолий Иванович, кандидат технических наук, гидрогазомеханик, участник разработок и исследований подводного старта баллистических ракет подводных лодок (КБ машиностроения); брат — Бабкин Михаил Анатольевич, доктор исторических наук, работает в области истории Русской церкви.
В 1988 году окончил среднюю школу № 6 города Миасса и ЗФТШ при МФТИ. Обладатель первых юношеских разрядов по плаванию и конькобежному спорту.
В 1994 окончил факультет молекулярной и химической физики Московского физико-технического института.
В 1992 году был соучредителем ЗАО «Производственное объединение содружество». С 2005 года — президент промышленного союза «Новое содружество». Компания объединяет 20 предприятий, расположенных в Ростовской области, в Москве, в Казахстане, на Украине, в Канаде и США. Ключевыми активами холдинга являются Ростсельмаш, Эмпилс и Buhler Industries, годовой объём производства — около одного миллиарда долларов США.
Основными акционерами «Нового содружества» являются три его основателя и управляющих партнёра — К. А. Бабкин, Д. А. Удрас и Ю. В. Рязанов.
Совместно с Д. А. Удрасом и Ю. В. Рязановым вывел из состояния кризиса 1990-х годов заводы Эмпилс (1998) и Ростсельмаш (2000). На Ростсельмаш были направлены крупные инвестиции, позволившие в кратчайшие сроки провести модернизацию производства и расширить линейку производимой заводом продукции.

…Возьмите «Ростсельмаш», который в советскую эпоху был неуклюжим производителем сельхозтехники. Преодолев кризис в 1990-е годы, сейчас «Ростсельмаш» переживает настоящий ренессанс, наладив продажи своей продукции в 35 странах и открыл в прошлом году представительство в Германии.

В ноябре 2004 года избран на должность президента ассоциации «Росагромаш» (Российская ассоциация производителей сельхозтехники). 20 апреля 2017 года Ассоциация «Росагромаш» по причине расширения числа и состава её членов была переименована в «Росспецмаш» (Российская ассоциация производителей специализированной техники и оборудования).
8 октября 2006 года избран депутатом Новгородской областной думы четвертого созыва по списку партии «Свободная Россия», который возглавлял (11,03 %). Член депутатской группы «Вече», член комитета по бюджету, финансам и экономике.
В 2008 году Константин Бабкин опубликовал книгу «Разумная промышленная политика, или Как нам выйти из кризиса», в которой он дал оценку текущей ситуации в экономике России в сопоставлении с её фактическим потенциалом. Книга выдержала несколько переизданий, а в 2012 году была переведена на английский язык: «Sound Industrial Policy, or How can we manage to overcome the crisis?».
Вследствие поставленных Бабкиным вопросов в 2008 году было начато правительственное расследование причин роста импорта на российском рынке сельхозмашиностроения.
3 сентября 2010 года выступил инициатором создания Оргкомитета ВПП «Партии дела». 14 октября на Учредительном съезде партии избран председателем федерального политического совета партии.
Является членом Бюро Центрального совета Союза машиностроителей России.
Председатель совета ТПП РФ по промышленному развитию и конкурентоспособности экономики России.
В 2012 году выступил одним из организаторов Московского экономического форума. Сопредседатель МЭФ.
По словам директора Института стратегического анализа ФБК И. А. Николаева, «именно Бабкин в конце 2011 года добился, что Россия ввела специальную пошлину на ввоз импортной сельхозтехники». Является автором аналитической записки «Почему тракторный завод останется в Канаде».
В марте 2022 года покинул пост директора Buhler Industries из-за разных взглядов по поводу ситуации на Украине.

### Личная жизнь
Константин Бабкин женат: три сына и две дочери.
Увлекается горными лыжами, спортивной охотой, рыбалкой и альпинизмом.

### Прочая деятельность
В 2018 году благодаря финансовой поддержке К. А. Бабкина увидело свет двухтомное монографическое исследование «Летописец небесных зна́мений: лицевой рукописный сборник XVII века из собрания Библиотеки Российской академии наук» (изд. подгот. Г. В. Маркелов и А. В. Сиренов), которое в 2020 году было отмечено учреждённой Российской академией наук премией имени А. Н. Веселовского.

## Взгляды в области экономики
- Последовательно выступал против вступления России в ВТО[34]
- Идеологический оппонент экономиста Алексея Кудрина[35]
- Выступает за необходимость радикального изменения в России денежно-кредитной, налоговой и внешнеторговой политики[36]
- Говорит о существующей дискриминации на рынке сельхозмашиностроения, о нежелании властей оказывать юридическую поддержку российским машиностроителям в спорах в рамках ВТО[37]
- Критикует российские власти за огромные цены на услуги монополистов: Газпрома, металлургов, энергетиков[38]
- Выступает за регулирование государством тарифов[39], за радикальное снижение процентной ставки Центробанка[40][41]
- Говорит о необходимости радикального изменения налоговой системы в России[42]
- Выступает против вывода капиталов из страны[39]
- Говорит о необходимости стимулирования инвестиционной активности во всех обрабатывающих секторах промышленности России, а не только в рамках отдельно взятых проектов[39]
- Говорит об эффективности работающей с 2013 года «Программы государственного субсидирования производителей сельхозтехники»[43], предлагает направить средства Росагролизинга на реализацию Программы субсидирования сельхозтоваропроизводителей по постановлению Правительства № 1432[44]
- Настаивает на создании Правительством РФ экономических условий для развития несырьевого сектора экономики[42]
- Указывает на необходимость масштабных кадровых изменений в правительстве[45]
- Является оппонентом экономистов «гайдаровской школы»; констатирует, что «гайдаровцы» уклоняются от дискуссий с оппонентами по экономическим вопросам[36][46]
- Отстаивает необходимость принятия государством протекционистских мер, направленных на поддержку внутреннего производства:
  - Субсидирования процентных ставки по кредитам, направленных на приобретение сельскохозяйственной техники российского производства;
  - Прекращения закупки иностранной сельхозтехники за счет бюджетных средств;
  - Разработки механизмов поддержки экспорта;
  - Увеличения уставного капитала «Росагролизинга», разработка системы квот по производителям;
  - Повышения ставки импортных пошлин на зарубежную сельхозтехнику, аналоги которой производятся в России;
  - Помощи в модернизации предприятий сельхозмашиностроения;
  - Увеличения государственного финансирования расходов на НИОКР[22][47].

Идеи экономической политики вместе с соратниками последовательно отстаивает в рамках своей работы в Совете ТПП РФ по промышленному развитию и конкурентоспособности экономики России, в ассоциации «Росспецмаш» и на Московском экономическом форуме.

Константин Бабкин, глава «Нового Содружества», представляет даже не столько завод, сколько отечественное сельхозмашиностроение как таковое. Весь нерв взаимоотношений с государством — убедить его выровнять исходные позиции в борьбе между отечественным и зарубежным сельхозмашиностроением. Эта отрасль во всём мире является объектом промышленной политики, когда государства прямо помогают продвигать технику своих производителей на рынках иных стран. Российское же государство только осваивает меры защиты выживших представителей стратегической отрасли — осваивает во многом под давлением «Ростсельмаша».

### Экономическая концепция
Экономическая концепции К. А. Бабкина заключается в необходимости реализовать потенциала народа, в развитии несырьевого сектора промышленности и создания условий для того, чтобы производство в России стало выгодным. Для достижения этих целей автор предлагает «совершить три с половиной поворота»:
- изменить принципы внешнеторговой политики
- изменить принципы налоговой политики
- усовершенствовать денежно-кредитную политику
- путём совершения налогового манёвра изменить политику ценообразования на сырьевые ресурсы[49].

### Программа «Разумная промышленная политика»
Суть программы:
1. Необходимость классификации отраслей российской экономики по степени приоритетности
2. Создание равных условий конкуренции для отраслей и продуктов, получивших высокий приоритет
3. Чёткая публичная стратегия по созданию, развитию и приватизации корпораций с государственным участием
4. Разумная налоговая политика
5. Разумный подход к использованию углеводородов и других сырьевых продуктов
6. Международная политика, основанная на учёте экономических интересов российских производителей[47]

Положения «Разумной промышленной политики» явились основой программы Всероссийской политической партии «Партия дела».

## Награды и премии
В 2014 году признан «Человеком года» по версии журнала «Деловой квартал», Ростов-на-Дону.
В 2014 году министром промышленности и торговли Российской федерации было присвоено звание «Почётный машиностроитель».
В 2020 году награждён медалью ордена «За заслуги перед Отечеством» II степени.